# Eiskunstlauf-Europameisterschaft 1910
Die 16. Eiskunstlauf-Europameisterschaft fand am 10. und 11. Februar 1910 in Berlin statt.

## Ergebnis

### Herren
| Platz | Sportler           | Land                   |
| ----- | ------------------ | ---------------------- |
| 1     | Ulrich Salchow     | Schweden               |
| 2     | Werner Rittberger  | Deutsches Reich        |
| 3     | Per Thorén         | Schweden               |
| 4     | John Keiller Greig | Vereinigtes Königreich |
| 5     | Martin Stixrud     | Norwegen               |

Punktrichter:
- A. Strasilla  Deutsches Reich
- Martin Gordan  Deutsches Reich
- H. Wendt  Deutsches Reich
- P. Kersten  Deutsches Reich
- Fritz Hellmund  Deutsches Reich
- Franz Zilly  Deutsches Reich
- E. Schirm  Deutsches Reich

## Quelle
- European figure skating championships 1910–1914. Skatabase, archiviert vom Original am 11. Oktober 2008; abgerufen am 18. Mai 2018 (englisch).